# Etničke grupe Australije
Etničke grupe Australije: 20.951.000 stanovnika (UN Country Population; 2008), oko 140 naroda.
- Aboridžini, 
  - Aboridžini detribalizirani, 	435.000
  - Aboridžini, jugozapadni 12.000
  - Aboridžinski kreoli, 12.000
  - Aboridžinski kreoli, sjeverni, 2.100
- Afrikaneri, 40.000
- Ajsori, Asirci, 27.000
- Albanci, 32.000
- Alyawarra, 1.500
- Andilyaugwa, 1.300
- Angloafrikanci, 60.000
- Angloamerikanci, 63.000
- Angloaustralci, 15.081.000
- Anglonovozelanđani, 435.000
- Anmatjirra, 1.200
- Arapi, 57.000
- Armenci, 37.000
- Arunta:
  - Zapadni Arunta, 1.400
  - Istočni Arunta, 3.900
- Baadi, Bard, 400
- Baski, 9.600
- Bjelorusi, 5.200
- Britanci, 1.337.000
- Bugari, 9.600
- Burera, 700
- Cocos otočani, 1.100
- Česi, 19.000
- Dhangu, 500
- Dhuwaya, 3.700
- Djambarrpuyngu, 600
- Djeebbana, Gunavidji, 300
- Djinang, 100
- Djinba, 100
- Egipatski Arapi, 78.000
- Estonci, 5.700
- Filipinci, 122.000
- Finci, 8.900
- Francuzi, 10.000
- Gaididj, Kaytetye, 300
- Garawa, 100
- Grci, 277.000
- Gugu-Yimidjir, 500
- Gumatj, 400
- Gunwinggu, 1.400
- Gupapuyngu, Gobabingo 1.900
- Gurinji 600
- Hakka, 11.000
- Hrvati, 74.000
- Indonezijci, 42.000
- Indopakistanci, 216.000
- Iranci, 84.000
- Irci, 100.000
- Iwaidja, Ibadjo 300
- Japanci, 32.000
- Jaru, 300
- Javanci, 11.000
- Kantonski Kinezi, 237.000
- Khmeri, 25.000
- Kitja, 400
- Korejci, 45.000
- Kugu-Muminh, 50
- Kugu-Uwanh, 60
- Kukatja, 600
- Kuku-Yalanji, 200
- Kunbarlang, 100
- Kunjen, 400
- Kurdi, sjeverni, 16.000
- Kuuku-Yau, 20
- Latvijci, 7.500
- Litvanci, 11.000
- Mabuiag, 900
- Mađari, 27.000
- Makedonci, 76.000
- Malajci, 11.000
- Maltežani, 44.000
- Mandarinski Kinezi, 147.000
- Mangarai, 100
- Maori, 28.000
- Maridjabin, 50
- Maringarr, 80
- Martu Wangka, 1.800
- Maung, Managari, 200
- Miriam, Mer, 300
- Murinbata, 1.400
- Nakara, Nakkara, 100
- Nangikurrunggurr, 200
- Neomelanezijci (Neomelanezijski Papuanci), 17.000
- Ngalkbun, 200
- Ngarinman, Hainman, 200
- Ngarinyin, 100
- Ngarluma, 100
- Nijemci, 123.000
- Nizozemci, 95.000
- Nunggubuyu, 900
- Nyanganyatjara. 1.000
- Nyangumarda, 300
- Nyigina, 100
- Panytyima, 100
- Pintiini, 400
- Pintupi, Bindubi, 1.100
- Pintupi-Luritja, 400
- Pitjantjatjara, 3.200
- Pitkernci, 500
- Poljaci, 62.000
- Portugalci, 27.000
- Rabaulski kreoli, 100, govore unserdeutsch
- Rembarunga, 70
- Ritarungo, Ridarngo, 100
- Romi:
  - Engleski Romi, 5.300, govore angloromski (“pogadi chib”)
- Balkanski Romi, 6.100
  - Irski putnici (shelta), 6.400
- Rumunji, 7.700
- Rusi, 38.000
- Sirijsko-libanonski Arapi, 85.000
- Slovaci, 5.300
- Slovenci, 7.600
- Srbi, 52.000
- Španjolci, 80.000
- Talijani, 372.000
- Thaayoore, Taior, 500
- Thai, središnji, 27.000
- Tiwi, 1.900
- Torres Strait otočani, 31.000
- Turci, 53.000
- Ukrajinci, 16.000
- Velšani, 38.000
- Vijetnamci, 183.000
- Walmatjari, Walmajiri, 900
- Wardaman, 90
- Warlmanpa, 90
- Warlpiri, 2.700
- Warumungu, 500
- Watjari, Wadjeri, 200
- Wik-Iiyanh, 80
- Wik-Munkan, 900
- Wik-Ngathana, 200
- Worora, 300
- Yankunytjatjara, 70
- Yanyuwa, 50
- Yindjibarndi, 300
- Židovi, 100.000

Ostali pojedinci, 28.000